# 猿谷ダム
猿谷ダム（さるたにダム）は、奈良県五條市大塔町辻堂大和田と猿谷地先にまたがる、一級水系熊野川（新宮川・奈良県では十津川とも呼ばれる）本川上流部に建設されたダムである。国土交通省近畿地方整備局紀の川ダム統合管理事務所が管理している。

## 沿革
熊野川は多雨地帯である紀伊山地を縫って流れる。このため水量が豊富であり急流でもある事から古くから水力発電の適地として開発されており、古くは本川最上流部（天の川と呼ばれる流域）に九尾ダムが1937年（昭和12年）、川迫ダムが1940年（昭和15年）に既に建設されていた。しかし流域の殆どが山間部である為、他の河川のように治水や利水が大規模に行われる事は戦前では無かった。
戦後の奈良県においては奈良盆地へ灌漑用水を供給するという300年来の懸案事項、「吉野川分水」構想がにわかに現実味を帯びてきた。戦後の厳しい食糧事情解決の為に農林省（現・農林水産省）が実施する『国営農業水利事業』の一環として紀の川水系が注目され、1949年（昭和24年）より大規模な河川総合開発事業が計画された。この際に紀の川の水を奈良県へ分水する代わりに、熊野川の水を流路変更を行って紀の川水系大和丹生川へ導水して補填する事で、和歌山県への灌漑用水補給を図ろうとした。
ここに『十津川・紀の川総合開発事業』の一環で熊野川（十津川）唯一となる河川施設として猿谷ダムが計画された。1950年（昭和25年）当初は奈良県による補助多目的ダム事業として計画されたが、事業の重要性に鑑みて1952年（昭和27年）より建設省近畿地方建設局（現・国土交通省近畿地方整備局）が事業を承継した。

## 完成までの経緯
ダム建設に伴い大塔村と天川村で95戸の住民が水没対象となった。1950年のダム計画発表と同時に水没予定住民は「猿谷ダム水没被災者組合」を結成し、頑強にダム建設反対を唱えた。建設省に事業が移管しても状況は変わらず補償交渉は全く平行線を辿ったままで、ダム工事起工式を行った所住民が激昂して関係者に詰め寄る一幕もあったという。また、下流の十津川村では紀の川に河水を持っていかれる事に不満を持ち、ダム建設に反対した。流域の住民は林業で生計を立てている関係上、流水の減少やダムによる寸断は筏流しによる木材運搬に多大な支障を来たす事も、生活への不安に直結するための反対であった。1953年（昭和28年）には補償基準を示したが村議会は反対決議を行い完全な暗礁に乗り上げた。
ところがこの間に紀州大水害があり、反対決議は撤回されて条件闘争の段階に入った。この頃には「猿谷ダム水没被災者組合」も急進派の大塔村住民と穏健派の天川村住民が対立、分裂していた。建設省はそれぞれの組合と補償交渉に臨んだが、折から「田子倉ダム補償事件」が発生、発電事業を担当する電源開発が田子倉ダム（只見川）水没住民に高額な補償金を支払うという報道があってから、同水準の補償金を住民が呈示したことで再度紛糾する事態となった。だが田子倉ダムの補償額が一般的な補償相場に落ち着いたことから次第に補償交渉に応じる姿勢に転じるようになった。最終的には1954年（昭和29年）6月から12月に掛けて十津川村の減水補償、漁業補償、流筏補償（国道整備）を含む補償交渉が妥結し、問題は解決するかに見えた。
ところがダム本体工事が終盤に差し掛かっていた1956年（昭和31年）4月22日、大塔村阪本集落で大火が発生し42戸が焼失する事故が発生した。住民達は応急的に仮設住宅を建設したが、建設した場所がダム完成時には水没する予定地であった事が、事態の混乱を招く。ダム水没予定地では構造物の建設は原則的に禁止である「河川予定地制限令」の指定区域であった為に仮設住宅の移転を建設省は要望したが、住民は移転費用の補償を妥結分とは別に要求し、再び補償交渉が紛糾した。最終的に電源開発が家屋移転協力費の名目で妥結済みの補償金を支払う事で妥結し、試験湛水前には全戸の移転が完了した。そして同年9月24日より湛水を開始し、本体は1957年（昭和32年）に完成。翌1958年（昭和33年）4月より管理運用を開始した。

## 概要
ダムは堤高74.0mの重力式コンクリートダムである。国土交通省直轄ダムでは極めて珍しい洪水調節機能を持たない利水専用ダムであり、猿谷ダムの他には北海道の芦別ダム（芦別川）しか存在しない。これは『十津川・紀の川総合開発事業』の目的が利水（灌漑）目的だからである。
目的は不特定利水と水力発電。猿谷ダムでは熊野川支流の川原樋川流域に川原樋川取水堰堤・池津川取水ダム・大江谷取水堰堤・キリキ谷取水堰堤の4基のダム・小堰堤（池津川取水ダムのみが河川法上のダムに当たる）より取水した水を川原樋トンネルで猿谷ダム湖である猿谷貯水池（さるたにちょすいち）に導水する。導水し貯水された水は貯水池北岸にある阪本取水口で再度取水、天辻トンネルを経由して熊野川水系から紀の川水系に流路変更を行い、電源開発の西吉野第一発電所（認可出力33,000kW）で発電後に大和丹生川へ放流される。さらに下流に建設された黒渕ダム（くろぶちダム、小堰堤）で取水されて今度は西吉野第二発電所（認可出力13,100kW）で発電され、再び大和丹生川へ放流される。その後は西吉野・小田・藤崎・岩出・新六ヶ井の各頭首工で取水され、既得水利権分の農業用水を補給する。供給量は最大で約37立方メートル毎秒であり、補給対象となる農地は約10,438haである。
こうして紀伊平野の農地を潤す水がめとして、猿谷ダムは重要な役割を大迫ダム（紀の川）・津風呂ダム（津風呂川）・山田ダム（野田原川）と共に担っている。

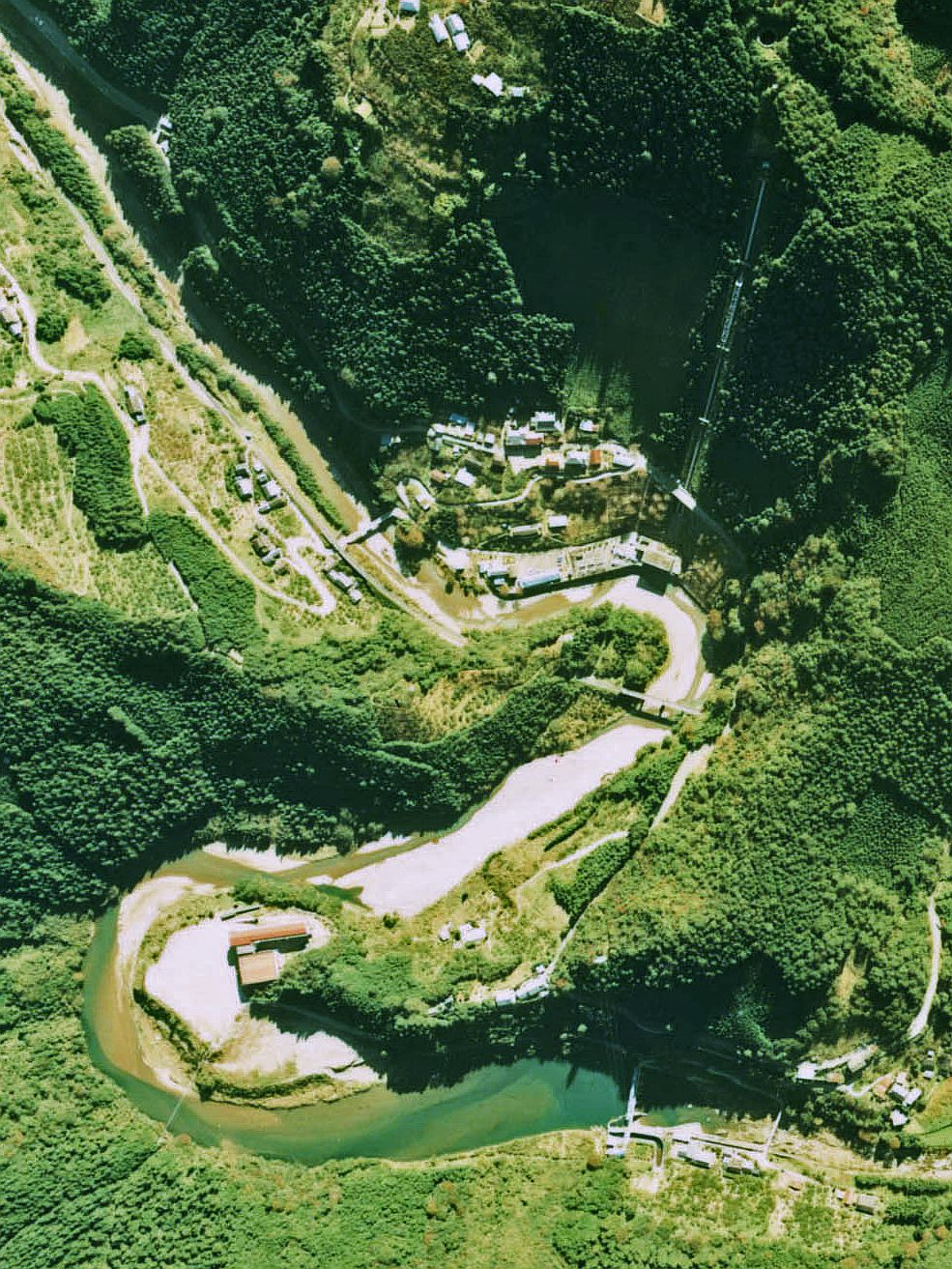
西吉野第一発電所と黒渕ダム
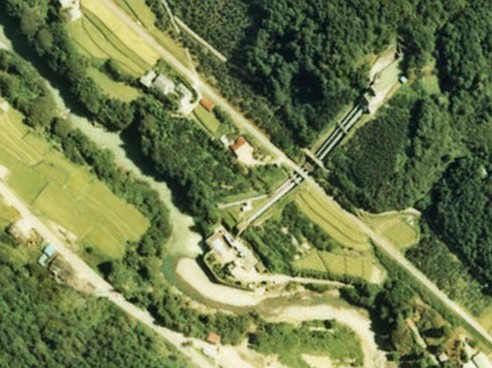
西吉野第二発電所

## その後の熊野川
ダム完成後、下流には電源開発によって風屋ダム・二津野ダムが建設され、支流の北山川には池原ダム・七色ダム・小森ダムが完成。更に猿谷ダム下流で熊野川に合流する旭川・瀬戸谷川には関西電力によって旭ダム・瀬戸ダムが建設され認可出力1,206,000kWの大規模揚水式発電所・奥吉野発電所が完成。熊野川水系は日本有数の電源開発地帯となった。この中で猿谷ダムは水系唯一の多目的ダムとして異彩を放つ存在である。ダム建設によって国道168号が整備され、陸の孤島であった十津川村は交通アクセスが大きく改善された。現在は更なる改良工事が進められている。
だが治水という観点では、猿谷ダムを含めて何れも洪水調節機能を有していない。紀州大水害では流域の各所に天然ダムががけ崩れによって生成され、二次災害による多くの犠牲者を生んだ。その後も台風襲来時には国道は寸断され孤立されやすい状況には変わらない。こうしたことから下流住民からは、『いらない水だけ流してくる、欲しい水は全く流してくれない』等の不満が度々聞かれたという。これは発電専用ダムが発電所に水を供給するために河川には水を流さず、そのために流量が減少することへの不満と、洪水時には一斉に放流することへの不満である。治水機能を持たないダムしかない熊野川ならではの問題であり、ダム事業に対する啓蒙の必要性が問われている。流水減少に関しては1997年（平成9年）の河川法改正で河川維持放流がダムに義務付けられ、全てのダムで維持放流が行われた事により改善が図られている。一方洪水時の放流についてはサイレンなどの警戒装置や職員による巡回が行われ、放流事故防止に努力しているが、サイレンが鳴っても川原から退避しない河川利用者が居り、要請した職員に食って掛かる事もあるという。
ダムは国道沿いにあり、一般に開放されている。ダム右岸にはダムを一望できる展望台が1986年（昭和61年）に完成している。台風による法面崩壊で一時期立入禁止となっていたが、2012年10月現在立ち入ることができる。